# Angered
Angered es un suburbio del municipio de Gotemburgo, Suecia. Forma parte del Proyecto sueco por el millón de viviendas, siendo el más grande de Gotemburgo, y uno de los más extensos a nivel nacional, con una población estimada de 60 000 habitantes. Su población corresponde principalmente a inmigrantes, con más de un 70% de origen musulmán .

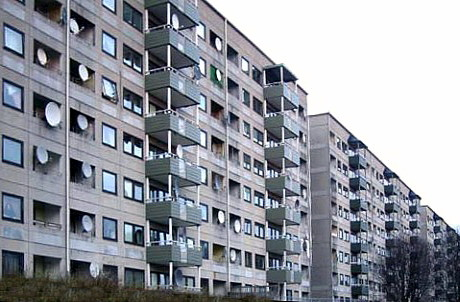
Departamentos de Angered

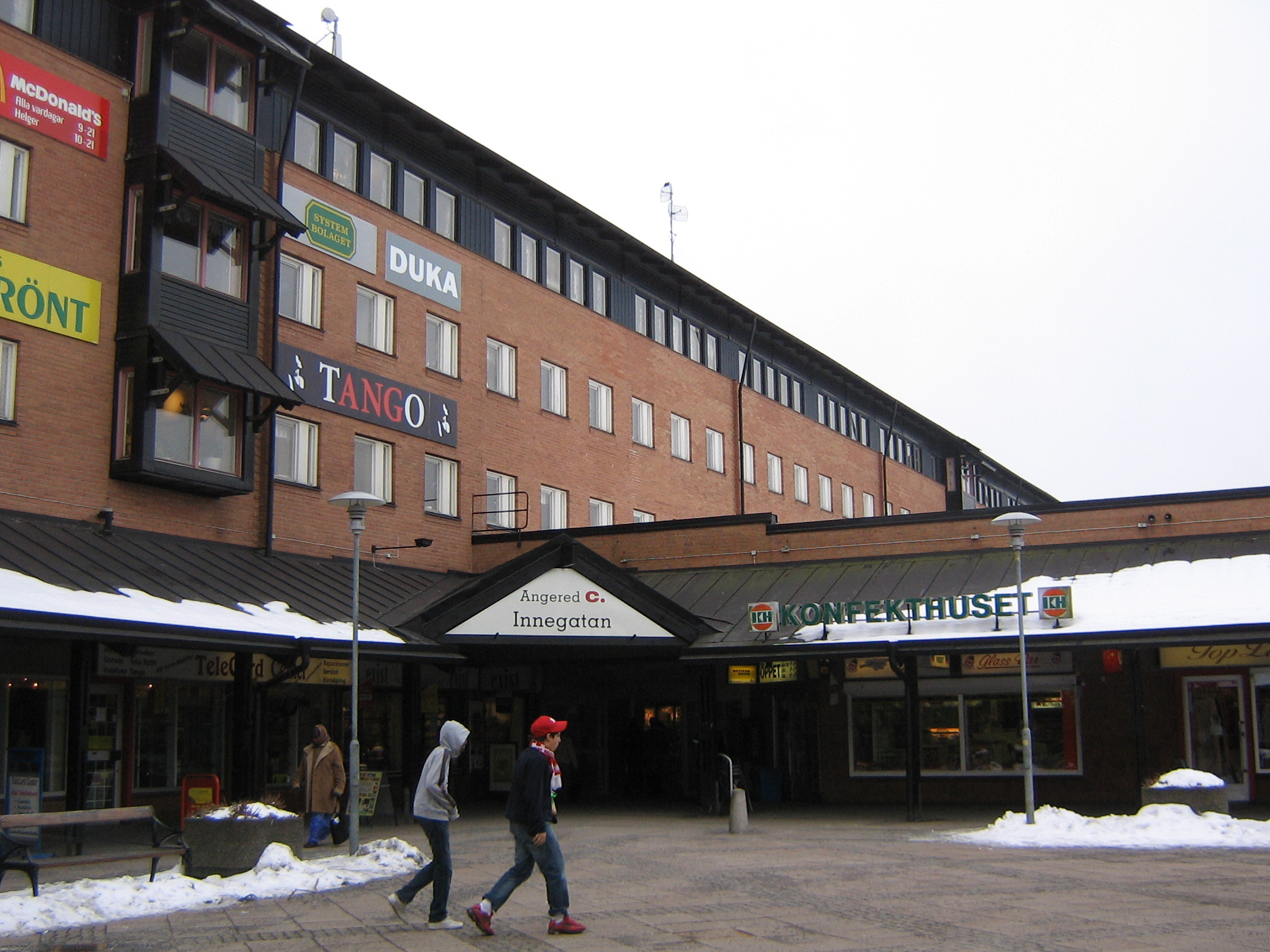
Centro comercial homónimo de Angered